# Flota mira mirno more
Flora mira mirno more je socijalno-pedagoški projekat, koji organizuje austrijska neprofitna organizacija Mirno more - organizacija za socijalno-pedagoške mirovne projekte. Sedište organizacije je Kritzendorf, pored Beča. 
Od 1994. godine Flota mira jedri jednom godišnje u Hrvatskoj i omogućava socijalno i ekonomski zapostavljenoj deci i mladima učestvovanje na doživljajnom projektu sa socijalno-pedagoškom pozadinom. Naziv "mirno more" je uzet od tradicionalnog pozdrava i izraza dobrih želja dalmatinskih pomoraca. Projekat "Flota mira mirno more" se od 1994. zalaže za više tolerancije, bolju inkluziju svih grupa u društvu kao i mirni suživot i predstavlja najveći svetski jedriličarski projekat za decu i mlade.

## Koncept
Od 1994. godine Flota mira jednom godišnje jedri svetom dalmatinskih ostrva. Na brodovima su socijalno i ekonomski zapostavljena deca i mladi, koji između ostalog dolaze iz kriznih centara, sustanarskih zajednica i socijalno-pedagoških ustanova. Među njima su i mnogobrojne izbeglice i ratna siročad iz zemalja bivše Jugoslavije. Na jednonedeljnoj plovidbi deca imaju priliku baciti predrasude preko palube i sklapati prijateljstva nezavisno o etničkim i socijalnim granicama.
Flota mira koja je u godini osnivanja 1994. započela sa 17 mladih učesnika na samo tri broda, ima iza sebe impresivan rast: u međuvremenu već više od 1000 učesnika i učesnica iz brojnih zemalja na preko sto brodova jedri za mir i toleranciju. Zbog naraslog broja brodova Flota mira se od 2006. godine izvodi u okviru plovidbe u zvezdastoj formaciji, čime se s jedne strane dobija vreme za pedagoški rad unutar posada, ali i s druge strane osigurava dovoljno vremena za razmenu unutar celokupne flote kroz zajedničke aktivnosti. 2010. godine ovaj jedinstveni projekt doživljajne pedagogije lično je odlikovao generalni sekretar Ujedinjenih nacija Ban Ki-moon.
| „                                      | 100 brodova pod zastavom Flote mira - a na posadi naša deca i naše nade za boljim i mirnim sutra. | ” |
| — Christian Winkle, osnivač Flote mira |                                                                                                   |   |

| „                                                                                  | Mirno More realizira u okviru projekta ono za šta se Evropska unija zalaže kao celina - mir, saradnja, međusobno uvažavanje i solidarnost. U ovom pogledu je Mirno More deo evropskog mirovnog projekta | ” |
| — mag. Jan Kickert, politički direktor Austrijskog ministarstva inostranih poslova | |   |

| „                                        | ...duboko sam uveren da Flota mira odlučujuće doprinosi tome da se grobovi prošlosti polako, ali sigurno zatrpavaju i grade novi mostovi...“ | ” |
| — dr. Alois Mock, vicekancelar u penziji | |   |

| „                                             | ...time također želim istaknuti važnost ovog projekta koji predstavlja važan korak ka mirovnom radu s decom koji povezuje narode | ” |
| — dr. Michael Häupl, gradonačelnik grada Beča | |   |

| „                                     | Gledati kako se deca i mladi druže, kako sklapaju prijateljstva i zajedno provode vreme, kako se igraju i plešu,... što god radili, na njihovim je licima uvek prisutan osmeh. A to je tako lijepo! Drago mi je što mogu biti deo ovog projekta i tima | ” |
| — Mirna Jukić, olimpijska medaljašica | |   |

## Učesnici
U Floti mira mladi učesnici i učesnice, između ostalog, uče kroz igru kako odbaciti predrasude i vežbaju toleranciju. Jedinstveni doživljajno-pedagoški koncept Flote mira ne samo da ostavlja nezaboravan utisak kod mladih učesnika i učesnica, nego i putem mnogobrojnih medijskih izveštaja deluje na javnost kao ambasador tolerancije i razumevanja. Uključenoj deci i mladima koji dolaze iz teških prilika treba unutar projektne nedelje pružiti mogućnost da kroz iskustva trajno ovladaju socijalnim kompetencijama, odbacivanju svih predrasuda preko palube, vežbaju mirno rešavanje sukoba i sklapaju prijateljstva koja ne poznaju granice. 

## Spoljašnje veze
- Internet stranica Organizacije mirno more, Austrija
- Internet stranica podprojekta Flota mira mirno more, Srbija
- Internet stranica podprojekta Flota mira mirno more, Hrvatska